# Jezioro Sieniawskie

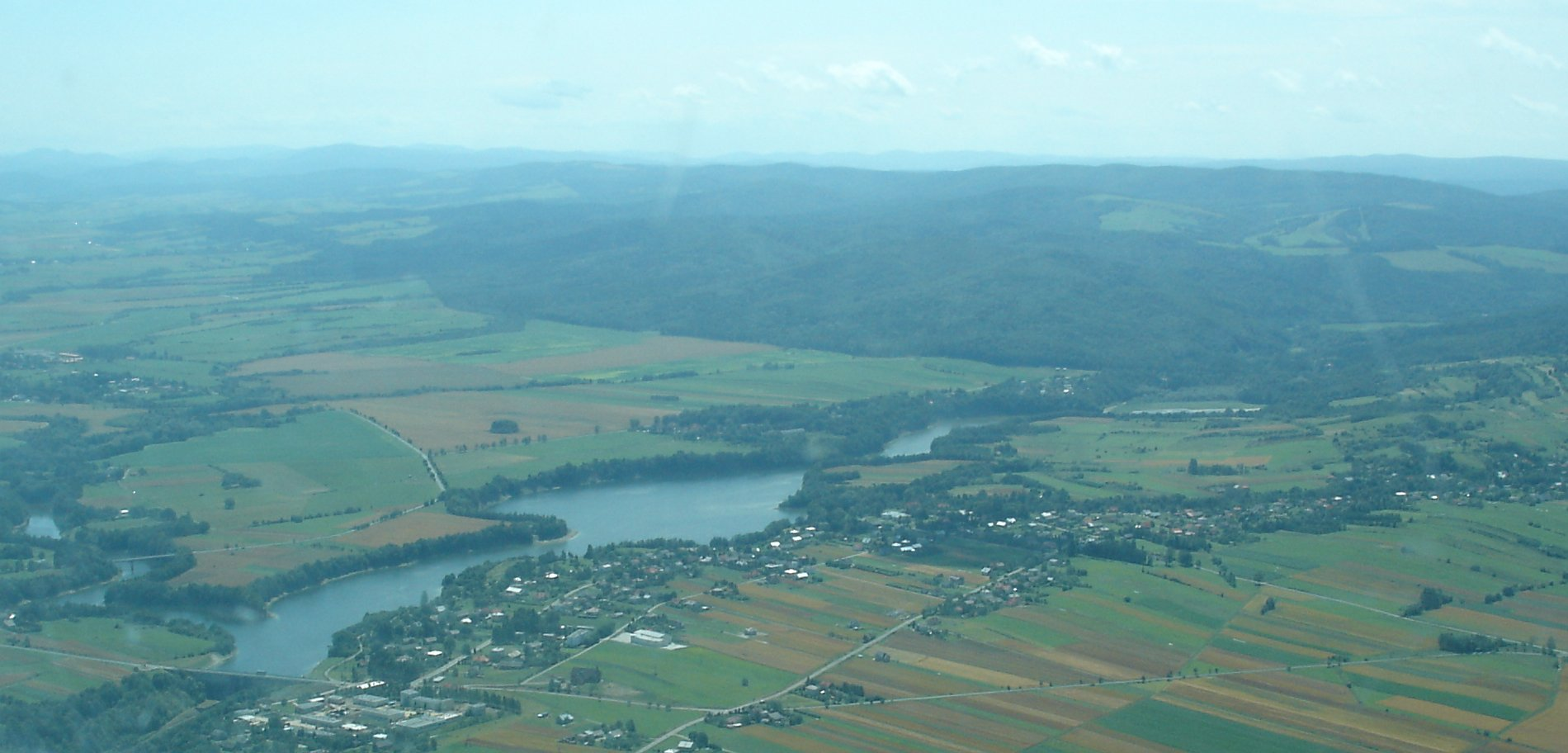
Luftbild

Das Jezioro Sieniawskie ist ein Stausee am Wisłok in der polnischen Woiwodschaft Karpatenvorland. Er liegt in dem Jasło-Krosno-Becken.

## Beschreibung
Hinter der 38 Meter hohen Staumauer wird das Wasser des Wisłok sowie kleinerer Zuflüsse aufgestaut. Bei Vollstau beinhaltet der Stausee 14,18 Millionen Kubikmeter Wasser. Die Wasserfläche beträgt dann 1,3 Quadratkilometer.

## Geschichte
Der Stausee wurde 1978 geflutet. Er wird sowohl als Badesee als auch als Schutzspeicher gegen Überflutungen sowie als Wasserkraftwerk genutzt.

## Tourismus
Am Ufer des Sees befinden sich mehrere Strände und Marinas.